# 11. Königlich Sächsisches Infanterie-Regiment Nr. 139

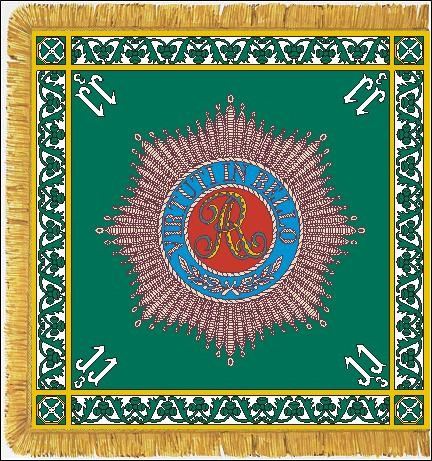
Fahne des 3. Bataillons des 11. Infanterie-Regiments 139

Das 11. Infanterie-Regiment Nr. 139 war ein Infanterieverband der Sächsischen Armee.

## Geschichte
Das Regiment wurde am 1. April 1887 aufgestellt und erhielt als Garnison die Stadt Döbeln zugewiesen. Das 3. Bataillon wurde am 4. April 1887 wegen fehlender Unterkünfte in Leisnig einquartiert. Ausgerüstet war das Regiment mit dem Gewehr 88. Am 4. Juli 1887 wurde mit dem Bau der Kaserne begonnen, in die das 1. und 2. Bataillon im Oktober 1888 einziehen konnten. Im Jahr 1897 kehrte das 3. Bataillon von Leisnig in die Kaserne nach Döbeln zurück.
1890 wurde sie mit Aufteilung der Armee in zwei Armeekorps der 4. Division Nr. 24 des XIX. (II. Königlich Sächsisches) Armee-Korps unterstellt.
Während des Boxeraufstandes in China kamen ein Offizier, ein Unteroffizier und 47 Mannschaften zum Einsatz. Auch bei der Niederschlagung des Aufstandes der Herero in Deutsch-Südwestafrika kamen 18 Soldaten zum Einsatz.

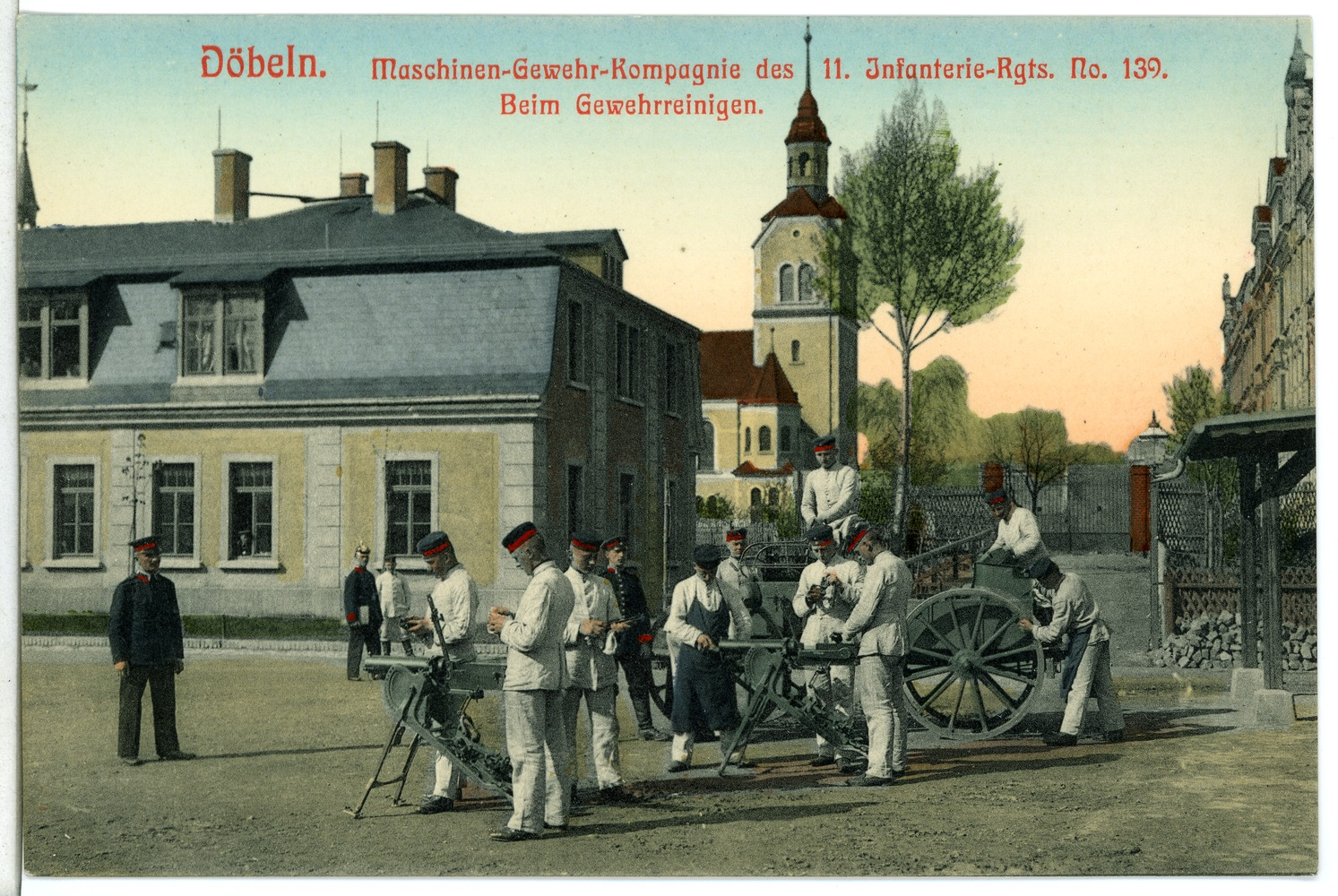
Maschinengewehr-Kompanie des Regiments, 1910.

1905 wurde das Mauser Modell 98 eingeführt und im Jahr 1909 wurde eine Maschinengewehrkompanie mit dem MG 08 aufgestellt.
Am 18. Februar 1913 erhielt die Kaserne auf höchste Verfügung den Namen „König Albert Kaserne“.

### Erster Weltkrieg
Mit Ausbruch des Ersten Weltkrieges erfolgte die Mobilmachung des Regimentes, das am 6. August 1914 marschbereit war, und am nächsten Tag an die Westfront abrückte.
Das Regiment kämpfte den ganzen Krieg bis 1918 in verschiedenen Abschnitten an der Westfront.
Mit dem Vormarsch in der 3. Armee nach Belgien erfolgten heftige Kämpfe im August an der Maas in der Gemeinde Thin-le-Moutier, in der Schlacht an der Aisne und der folgenden Schlacht an der Marne, bis sie Anfang September einen Rückzugsbefehl erhielten. Bis zur Schlacht an der Somme hatte sich das Regiment bei Lille eingegraben. Mit kurzer Unterbrechung bei La Bassée ging es wieder an die Somme. Von da ging es an den Wytschaete-Bogen bis Februar 1918. Jetzt kämpfte das Regiment an der Avre und deckte danach den Rückzug in die Hermannstellung.
Die Verluste des Regimentes während des Krieges waren enorm. Es waren 74 Offiziere, 238 Unteroffiziere sowie 2190 Mannschaften an Gefallenen zu beklagen. Verwundet wurde 177 Offiziere, 692 Unteroffiziere und 6254 Mannschaften. In Kriegsgefangenschaft gerieten 26 Offiziere, 61 Unteroffiziere und 649 Mannschaften.

### Verbleib
Nach dem Waffenstillstand von Compiègne räumt das Regiment das besetzte Gebiet und traf am 24. November 1918 in der Garnison in Döbeln ein. Seit Anfang Januar 1919 wurde es dort demobilisiert und schließlich aufgelöst. Aus Teilen bildeten sich im Freiformationen, die als Freiwilligen Grenzjäger-Bataillon XI im Freiwilligen-Grenzjäger-Regiment 4 tätig war. Diese Einheit ging mit der Bildung der vorläufigen Reichswehr im Juni 1919 als II. Bataillon im Grenzjäger-Reichswehr-Regiment 38 auf.
Die Tradition übernahm in der Reichswehr durch Erlass des Chefs der Heeresleitung General der Infanterie Hans von Seeckt vom 24. August 1921 die in Döbeln stationierte 14. und 15. Kompanie des 11. (Sächsisches) Infanterie-Regiments. In der Wehrmacht führte das I. Bataillon des Infanterieregiments 101 die Tradition fort.

## Kommandeure
| Dienstgrad            | Name                            | Datum                                    |
| --------------------- | ------------------------------- | ---------------------------------------- |
| Oberst                | Johannes Leusmann               | 01. April 1887 bis 31. Januar 1889       |
| Oberst                | Kurt von Plato                  | 01. Februar 1889 bis 20. Juni 1892       |
| Oberst                | Alexander Vitzthum von Eckstädt | 21. Juni 1892 bis 18. April 1896         |
| Oberst                | Hans von Uslar-Gleichen         | 19. April 1896 bis 25. März 1899         |
| Oberst                | Bernhard Weigel                 | 19. April 1899 bis 25. Juli 1902         |
| Oberst                | Richard von Hennig              | 26. Juli 1902 bis 16. August 1906        |
| Oberst                | Hans von Carlowitz              | 17. August bis 14. November 1908         |
| Oberst                | Kurt Stark                      | 15. November 1908 bis 22. September 1911 |
| Oberst                | Richard Kaden                   | 23. September 1911 bis 19. April 1914    |
| Oberst                | Max Einert                      | 20. April 1914 bis 08. Februar 1916      |
| Oberstleutnant/Oberst | Bernhard von Süßmilch           | 08. Februar 1916 bis 23. März 1918       |
| Major/Oberstleutnant  | Artur Demmering                 | 23. März bis 25. November 1918           |